# Campanula psilostachya
Campanula psilostachya är en klockväxtart som beskrevs av Pierre Edmond Boissier och Karl Theodor Kotschy. Campanula psilostachya ingår i släktet blåklockor, och familjen klockväxter. Inga underarter finns listade i Catalogue of Life.